# Taxithelium ramivagum
Taxithelium ramivagum là một loài Rêu trong họ Sematophyllaceae. Loài này được Broth. miêu tả khoa học đầu tiên năm 1897.